# Мацудзака, Кэйко
Кэйко Мацудзака (яп. 松坂慶子  Мацудзака Кэйко), родилась 20 июля 1952 года в Токио — японская киноактриса и певица. Одна из популярных звёзд современного японского кинематографа. Обладательница множества национальных кинопремий за свои актёрские работы: в её багаже 4 премии Японской академии, 4 кинопремии «Майнити»; актриса также была по два раза удостоена кинопремий «Голубая лента», «Кинэма дзюмпо» и Hochi Film Awards. В 2009 году Кэйко Мацудзака была награждена Медалью почёта с пурпурной лентой за заслуги в области культуры.

## Биография

#### Ранние годы
Кэйко наполовину кореянка, так как её отец Хидэаки — кореец (его корейское имя Хан Йин Мин), а мать Цунэко — японка. В их семье из четырёх человек у Кэйко был ещё и брат. Будучи ученицей в средней школе девочка выступала в школьном хоре и занималась в драмкружке. Однажды четырнадцатилетнюю Кэйко заметил агент по поиску юных талантов и предложил очаровательной девочке сделать актёрскую карьеру. Для начала юная актриса сыграла небольшую роль в фильме кинокомпании «Сётику» «Шпион-ниндзя» (1966, реж. Сигэюки Яманэ) и на телевидении в экранизации популярной в те годы манги Ninja Hattorikun + Ninja Kaijû Zippô (1967, производство «Тоэй»). После окончания средней школы, Кэйко Мацудзака поступила в частный университет Нихон.

#### Карьера в кино
С 1969 года молодая актриса начинает работать на студии «Дайэй». Обратит на себя внимание ролью в фильме знаменитого постановщика Ясудзо Масумуры «Игра» (1971), но в декабре 1971 года кинокомпания «Дайэй» объявит о своём банкротстве. Начиная с фильма «Обычная тьма» (1972, реж. Юсукэ Ватанабэ) перешла работать в кинокомпанию «Сётику». Продолжала при этом успешную карьеру на телевидении и в том же 1972 году была отмечена премией «Золотая стрела» как начинающая актриса за роль в популярном молодёжном сериале телекомпании NHK «Молодые люди».
Кэйко Мацудзака снималась в фильмах различных жанров. Была убедительна и в традиционных дзидайгэки: «Миямото Мусаси» (1973, реж. Тай Като), «Наблюдая эпоху заходящего солнца» (1974, реж. Кэндзи Мисуми), «Нидзаэмон Кумокири» («Бандиты против самураев», 1978, реж. Хидэо Гося); и в мелодрамах: «Любовь после школы» (1973, реж. Хироси Дзё), «Двое влюблённых» (1977, реж. Кацуми Нисикава), «Река Дотомбори» («Заблудшие любовники», 1982, реж. Киндзи Фукасаку), «Дама с камелиями» (1988, реж. Ёситака Асама). Добилась известности, сыграв роковых красавиц в детективных лентах режиссёра Ёситаро Номуры «Происшествие» (1978) и «Три неотправленных письма» (1979). За исполнение ролей в двух этих кинокартинах актриса получила номинации на кинопремию Японской академии (у Кэйко в общей сложности будет шесть номинаций и четыре победы: три раза была признана «Лучшей актрисой года» и один раз отмечена премией Японской академии в номинации «Самая популярная» / Most Popular Actor/Actress).
В 1970-е — 1980-е годы Мацудзака признавалась одной из самых эротичных японских красавиц. Впрочем, актрису это никогда не смущало и она довольно часто позировала фотографам в обнажённом виде. Во второй половине 1970-х в рамках эксклюзивного соглашения с журналом Bunny Girl рекламировала купальники.
В 1980-х годах Мацудзака становится одной самых популярных и востребованных звёзд японского кино и телевидения. В эти годы наиболее впечатляющими будут её работы у знаменитого Киндзи Фукасаку: «Врата юности» (1981), «Козёл отпущения» («Пропащий парень», 1982), «Легенда о восьми самураях» (1983), «Бунт цветов» (1988) и других. За роли в фильмах Фукасаку актриса была удостоена множества национальных кинопремий тех лет.
Не менее успешна была и её карьера певицы, начатая в 1979 году, а песня 愛の水中花 (Ай-но суитюка) композитора Тадао Иноуэ, исполненная ей в сериале «Суитюка» (1979) перешла в разряд вечных хитов и до сих пор востребована в радиоэфире и на телевизионных экранах Японии.
В 1981 году Кэйко Мацудзака приняла участие в очередной серии популярного в Японии комедийного киносериала «Мужчине живётся трудно. Фильм 27: Осакская любовь Торадзиро» режиссёра Ёдзи Ямады. В сериале показываются комические злоключения незадачливого простака Тора-сана, которому никак не везёт в любви. Поэтому каждая серия заканчивается его любовной потерей и в следующей серии Тора-сан влюбляется уже в другую девушку. На протяжении двух с лишним десятилетий, что снимался этот киносериал, в «возлюбленных» у Тора-сана побывали все самые популярные актрисы японского кино тех лет (Комаки Курихара, Аяко Вакао, Саюри Ёсинага, Рурико Асаока, Кэйко Киси и другие). Мало кому из них выпала честь более одного раза появиться на экране в этом популярном сериале, занесённом в «Книгу рекордов Гиннесса» как самый длинный киносериал в истории мирового кино (48 эпизодов, снятых с 1969 по 1995 гг.). Однако Кэйко Мацудзака настолько органично впишется в повествование и понравится кинозрителям (получив за эту роль премию Японской академии и кинопремию «Голубая лента» в номинации «Лучшая актриса года»), что режиссёр Ёдзи Ямада пригласит актрису в ещё одну серию: «Мужчине живётся трудно. Фильм 46: Торадзиро делает предложение» (1993). Ямада снимет актрису и в других своих проектах, среди которых наиболее запомнится зрителям её роль скандальной кинозвезды-примадонны Сумиэ Кавасимы в фильме «Последний дубль» (1986).
За роль Михо, безумной жены главного героя, в лучшей киноленте Кохэя Огури «Жало смерти» (в ином переводе — «Смертельное жало», 1990) Мацудзака была названа «Лучшей актрисой года» на церемониях награждения кинопремий Японской академии, «Кинэма Дзюмпо», «Майнити», «Голубая лента» и Hochi Film Awards.
Среди лучших работ актрисы 1990-х — 2000-х годов: Томико в военной драме Сёхэя Имамуры «Доктор Акаги» (1998); императрица Цутигумо в фэнтези «Сакуя: Убийца демонов» (2000, реж. Томоо Хатигути); Тэруэ Катакури в музыкальной комедии Такаси Миикэ «Счастье семьи Катакури» (2002); Такэко Инугами в детективном фильме Кона Итикавы «Убийца клана Инугами» (2006); две роли в военной драме, основанной на автобиографическом романе Акиюки Носаки «Могила светлячков» (2008, реж. Таро Хюгадзи).
Кэйко Мацудзака много снималась в рекламе для различных компаний, в том числе Nippon Menard Cosmetic Co., Nissin Foods, Yutoku Pharmaceutical Industries, Nissan Sunny, Rohto Pharmaceutical Co., Kleenex, и Ōtsuka Foods. С 2000 года участвовала в рекламной кампании мобильных телефонов фирмы DoCoMo.
С помощью фотохудожника Эйхары Наканиси Кэйко выпустит в 2002 году фотоальбом «Легенда сакуры — фотографии Кэйко Мацудзаки».
В декабре 2005 года представляла балетную школу, открывшуюся в Токио. Она лично показала несколько танцев и даже получила специальный приз.
В последние годы Кэйко Мацудзака всё меньше снимается в кино, но необычайно много играет в телесериалах. Среди лучших работ на телеэкране можно отметить роль Кёко Коури в мини-сериале «Испытание человека» (экранизация одноимённого романа Сэйити Моримуры) и роль реальной героини Макико Исихары, жены популярного киноактёра Юдзиро Исихары в биографическом мини-сериале о нём и его старшем брате, писателе Синтаро Исихаре «Младший брат» (оба сняты в 2004 году).

### Личная жизнь
В 1969 году семнадцатилетняя Кэйко родила внебрачную дочь, об отце которой ничего не известно.
В 1982 году во время съёмок фильма «Козёл отпущения» между Кэйко Мацудзака и режиссёром Киндзи Фукасаку возник бурный, но непродолжительный роман.
В 1991 году Кэйко Мацудзака примет предложение руки и сердца от джазового гитариста Харухико Такаути. Однако родители Кэйко были категорично против этого союза. Отец признавался журналистам, что его дочь «наивная дурочка, которая не понимает, что этому нищему музыкантишке нужны лишь её деньги». Этот раздор в семействе зашёл так далеко, что отец публично отрёкся от дочери. Расстроенные молодожёны вскоре после свадьбы решили эмигрировать в США. Какое-то время жили в Нью-Йорке, но недолго, ибо заскучав по родине, вернутся в Японию. Такаути официально усыновил внебрачную дочь Кэйко, которая относилась к нему как к родному отцу. Между тем разлад отношений с родителями продолжался: в 1993 году отец написал и издал книгу «Последние слова моей дочери Кэйко Мацудзака», вызвавшую бурю негодования, как со стороны поклонников, так и от самой Кэйко. Несмотря на трения в семействе, Кэйко искала пути примирения с родителями после рождения её двух дочерей от Такаути (в 1992 и 1994 гг.). Когда отец был уже при смерти, актриса старалась найти время в перерывах между съёмками, чтобы его навестить. Кэйко оплачивала ежемесячный счёт в 500 000 иен сиделке. Отец умер в декабре 2007 года так и не примирившись с дочерью, хотя она была уже давно в разводе с Такаути (с 2003 года). После смерти отца Кэйко удалось наладить отношения с матерью. Они даже вместе совершили путешествие на родину отца в Южную Корею.

## Признание
- В 2009 году в Японии решили определить десятку самых красивых японских киноактрис. По результатам голосования, проведённого ведущим японским журналом «Бунгэй сюндзю[англ.]» и опубликованных в четвёртом номере издания (в голосовании приняли участие как читатели, так и авторы журнала), Кэйко Мацудзака удостоена десятого места в списке[4].
- В 2009 году Кэйко Мацудзака была награждена Медалью Почёта с пурпурной лентой за заслуги в области культуры.

## Награды и номинации
| Награда                                     | Год  | Категория                                                    | Фильм                                                                    | Результат |
| ------------------------------------------- | ---- | ------------------------------------------------------------ | ------------------------------------------------------------------------ | --------- |
| Кинопремия Японской академии                | 1979 | Лучшая женская роль                                          | Происшествие                                                             | Номинация |
| Кинопремия Японской академии                | 1980 | Лучшая женская роль                                          | Три неотправленных письма                                                | Номинация |
| Кинопремия Японской академии                | 1980 | Премия самой популярной актрисе (Most Popular Actor/Actress) |                                                                          | Победа    |
| Кинопремия Японской академии                | 1981 | Лучшая женская роль                                          | Грешники                                                                 | Номинация |
| Кинопремия Японской академии                | 1982 | Лучшая женская роль                                          | Врата юности Мужчине живётся трудно. Фильм 27: Осакская любовь Торадзиро | Победа    |
| Кинопремия Японской академии                | 1983 | Лучшая женская роль                                          | Козёл отпущения (Пропащий парень) Река Дотомбори (Заблудшие любовники)   | Победа    |
| Кинопремия Японской академии                | 1985 | Лучшая женская роль                                          | Макияж Шанхайская рапсодия                                               | Номинация |
| Кинопремия Японской академии                | 1987 | Лучшая женская роль                                          | Дом в огне За сияющим морем                                              | Номинация |
| Кинопремия Японской академии                | 1989 | Лучшая женская роль                                          | Ограбление большого универмага Дама с камелиями                          | Номинация |
| Кинопремия Японской академии                | 1991 | Лучшая женская роль                                          | Жало смерти                                                              | Победа    |
| Кинопремия «Голубая лента»                  | 1982 | Лучшая женская роль                                          | Врата юности Мужчине живётся трудно. Фильм 27: Осакская любовь Торадзиро | Победа    |
| Кинопремия «Голубая лента»                  | 1991 | Лучшая женская роль                                          | Жало смерти                                                              | Победа    |
| Hochi Film Awards                           | 1981 | Лучшая женская роль                                          | Врата юности                                                             | Победа    |
| Hochi Film Awards                           | 1990 | Лучшая женская роль                                          | Жало смерти                                                              | Победа    |
| Кинопремия «Кинэма Дзюмпо»                  | 1983 | Лучшая женская роль                                          | Козёл отпущения (Пропащий парень) Река Дотомбори (Заблудшие любовники)   | Победа    |
| Кинопремия «Кинэма Дзюмпо»                  | 1991 | Лучшая женская роль                                          | Жало смерти                                                              | Победа    |
| Кинопремия «Майнити»                        | 1983 | Лучшая женская роль                                          | Козёл отпущения (Пропащий парень) Река Дотомбори (Заблудшие любовники)   | Победа    |
| Кинопремия «Майнити»                        | 1991 | Лучшая женская роль                                          | Жало смерти                                                              | Победа    |
| Кинопремия «Майнити»                        | 1996 | Премия имени Кинуё Танака за выдающиеся достижения в карьере |                                                                          | Победа    |
| Кинопремия «Майнити»                        | 2001 | Лучшая женская роль второго плана                            | Сакуя: Убийца демонов                                                    | Победа    |
| Кинопремия «Майнити»                        | 2009 | Лучшая женская роль второго плана                            | Могила светлячков                                                        | Победа    |
| Независимый кинофестиваль Method Fest (США) | 2005 | Приз за актёрскую работу                                     | Рунин: Изгнанник                                                         | Победа    |
| Nikkan Sports Film Award                    | 1990 | Лучшая женская роль                                          | Жало смерти                                                              | Победа    |
| Кинофестиваль в Йокогаме                    | 1983 | Специальный приз за карьеру                                  |                                                                          | Победа    |

## Фильмография
| Избранная фильмография актёрских работ в кино и на телевидении Кэйко Мацудзаки | Избранная фильмография актёрских работ в кино и на телевидении Кэйко Мацудзаки | Избранная фильмография актёрских работ в кино и на телевидении Кэйко Мацудзаки | Избранная фильмография актёрских работ в кино и на телевидении Кэйко Мацудзаки | Избранная фильмография актёрских работ в кино и на телевидении Кэйко Мацудзаки     | Избранная фильмография актёрских работ в кино и на телевидении Кэйко Мацудзаки | Избранная фильмография актёрских работ в кино и на телевидении Кэйко Мацудзаки |
| Год                                                                            | Русское название                                                               | Оригинальное название                                                          | Название на ромадзи                                                            | Английское название в международном прокате                                        | Режиссёр                                                                       | Роль                                                                           |
| ------------------------------------------------------------------------------ | ------------------------------------------------------------------------------ | ------------------------------------------------------------------------------ | ------------------------------------------------------------------------------ | ---------------------------------------------------------------------------------- | ------------------------------------------------------------------------------ | ------------------------------------------------------------------------------ |
| 1960-е годы                                                                    |                                                                                |                                                                                |                                                                                |                                                                                    |                                                                                |                                                                                |
| 1966                                                                           | «Ниндзя-шпион»                                                                 | 猿飛佐助                                                                       | Sarutobi Sasuke                                                                | Ninja Spy                                                                          | Сигэюки Яманэ                                                                  | Каэдэ                                                                          |
| 1967                                                                           | «---» (ТВ сериал)                                                              | 忍者ハットリくん＋忍者怪獣ジッポウ                                             | Ninja Hattorikun + Ninja Kaijû Zippô                                           |                                                                                    | Цунэо Кобаяси, Микио Кояма, Сёити Цусима                                       |                                                                                |
| 1970-е годы                                                                    |                                                                                |                                                                                |                                                                                |                                                                                    |                                                                                |                                                                                |
| 1971                                                                           | «---»                                                                          | 樹氷悲歌                                                                       | Ju hyo ereji                                                                   |                                                                                    | Нориаки Юаса                                                                   | Симако                                                                         |
| 1971                                                                           | «Игра»                                                                         | 遊び                                                                           | Asobi                                                                          | Play                                                                               | Ясудзо Масумура                                                                |                                                                                |
| 1971                                                                           | «---»                                                                          | 陸軍落語兵                                                                     | Rikugun rakugohei                                                              |                                                                                    | Таро Югэ                                                                       | Мотидзуки, медсестра                                                           |
| 1972                                                                           | «Цветы Цудзи»                                                                  | 辻が花                                                                         | Tsuji ga hana                                                                  |                                                                                    | Таро Югэ                                                                       | Кумико Какисита                                                                |
| 1972                                                                           | «Обычная тьма»                                                                 | 黒の奔流                                                                       | Kuro no honryu                                                                 | Ordinary Darkness                                                                  | Юсукэ Ватанабэ                                                                 | Томоко Вакамия                                                                 |
| 1972                                                                           | «Молодые люди» (ТВ сериал)                                                     | 若い人                                                                         | Wakai hito                                                                     |                                                                                    | Ёдзиро Исидзака                                                                |                                                                                |
| 1973                                                                           | «Синий от индиго»                                                              | 藍より青く                                                                     | Ai yori aoku                                                                   | Blue From Indigo                                                                   | Адзума Морисаки                                                                | Маки Тамия                                                                     |
| 1973                                                                           | «Миямото Мусаси»                                                               | 宮本武蔵                                                                       | Miyamoto Musashi                                                               | Sword of Fury                                                                      | Тай Като                                                                       | Оцу                                                                            |
| 1973                                                                           | «Любовь после школы»                                                           | 恋は放課後                                                                     | Koi wa hōkago                                                                  |                                                                                    | Хироси Дзё                                                                     | Ясуко Мимура                                                                   |
| 1973                                                                           | «Бездомный пёс»                                                                | 野良犬                                                                         | Nora inu                                                                       | Stray Dog                                                                          | Адзума Морисаки                                                                | Кадзуэ Сато                                                                    |
| 1974                                                                           | «Повесть о Затоити» (ТВ сериал, 1 сезон, эпизод 15)                            | 座頭市物語 第15話                                                              | Zatôichi monogatari                                                            | The Tale of Zatoichi (TV Series, Season 1, Episode 15: Festival Song of the Raven) | Кадзуо Мори                                                                    |                                                                                |
| 1974                                                                           | «Наблюдая эпоху заходящего солнца» («Последний самурай»)                       | 狼よ落日を斬れ                                                                 | Okami yo rakujitsu o kire                                                      | The Last Samurai                                                                   | Кэндзи Мисуми                                                                  | Рэйко                                                                          |
| 1975                                                                           | «Дружба»                                                                       | 友情                                                                           | Yūjō                                                                           |                                                                                    | Акира Миядзаки                                                                 | Кико Томобэ                                                                    |
| 1976                                                                           | «Стрелять перед расстрелом!» («Кобра»)                                         | 撃たれる前に撃て！                                                             | Utareru mae-ni ute!                                                            | Cobra                                                                              | Умэцугу Иноуэ                                                                  | Юри Кудо                                                                       |
| 1977                                                                           | «Двое влюблённых»                                                              | 恋人岬                                                                         | Koibito misaki                                                                 |                                                                                    | Кацуми Нисикава                                                                | Масако                                                                         |
| 1977                                                                           | «Сын»                                                                          | 坊っちゃん                                                                     | Bocchan                                                                        |                                                                                    | Ёити Маэда                                                                     | Мадонна                                                                        |
| 1978                                                                           | «Двойной хваткой»                                                              | ダブル・クラッチ                                                               | Daburu kuracchi                                                                | Double Clutch                                                                      | Сигэюки Яманэ                                                                  | Маки Таята                                                                     |
| 1978                                                                           | «Происшествие»                                                                 | 事件                                                                           | Jiken                                                                          | The Incident                                                                       | Ёситаро Номура                                                                 | Хацуко Сакаи                                                                   |
| 1978                                                                           | «Нидзаэмон Кумокири» («Бандиты против самураев»)                               | 雲霧仁左衛門                                                                   | Kumokiri Nizaemon                                                              | Bandit vs. Samurai Squad                                                           | Хидэо Гося                                                                     | Сино                                                                           |
| 1979                                                                           | «Нитирэн»                                                                      | 日蓮                                                                           | Nichiren                                                                       | Nichiren                                                                           | Нобору Накамура                                                                | жена Ёситако Кудо                                                              |
| 1979                                                                           | «Суитюка» (ТВ сериал)                                                          | 水中花                                                                         | Suichūka                                                                       |                                                                                    | Кадзуо Ямамото                                                                 | Риэ Морисита                                                                   |
| 1979                                                                           | «Три неотправленных письма»                                                    | 配達されない三通の手紙                                                         | Haitatsu sarenai santsu no tegami                                              | The Three Undelivered Letters                                                      | Ёситаро Номура                                                                 | Томоко                                                                         |
| 1980-е годы                                                                    |                                                                                |                                                                                |                                                                                |                                                                                    |                                                                                |                                                                                |
| 1980                                                                           | «Пусть любовь повторится»                                                      | 五番町夕霧楼                                                                   | Gobancho Yugiriro                                                              | May Love Be Restored                                                               | Сигэюки Яманэ                                                                  | Юко                                                                            |
| 1980                                                                           | «Грешники»                                                                     | わるいやつら                                                                   | Warui yatsura                                                                  | Bad Sorts                                                                          | Ёситаро Номура                                                                 | Такако, модельер                                                               |
| 1981                                                                           | «Врата юности»                                                                 | 青春の門                                                                       | Seishun no mon                                                                 | The Gate of Youth                                                                  | Киндзи Фукасаку, Корэёси Курахара                                              | Таэ Ибуки                                                                      |
| 1981                                                                           | «Мужчине живётся трудно. Фильм 27: Осакская любовь Торадзиро»                  | 男はつらいよ 浪花の恋の寅次郎                                                  | Otoko wa tsurai yo: Naniwa no koi no Torajirô                                  | Tora-san’s Love in Osaka (Tora-san 27)                                             | Ёдзи Ямада                                                                     | Фуми                                                                           |
| 1981                                                                           | «Сэкигахара» (ТВ фильм)                                                        | 関ヶ原                                                                         | Sekigahara                                                                     | Sekigahara                                                                         | Синъити Камосита, Итиро Такахаси                                               | Хацумэ                                                                         |
| 1982                                                                           | «Река Дотомбори» («Заблудшие любовники»)                                       | 道頓堀川                                                                       | Dôtonborigawa                                                                  | Lovers Lost                                                                        | Киндзи Фукасаку                                                                | Матико                                                                         |
| 1982                                                                           | «Мастера го»                                                                   | 未完の対局                                                                     | Mikan no taikyoku                                                              | The Go Masters                                                                     | Дзи-сюн Дуан, Дзюнья Сато                                                      | в титрах не значится                                                           |
| 1982                                                                           | «Козёл отпущения» («Пропащий парень»)                                          | 蒲田行進曲                                                                     | Kamata kôshinkyoku                                                             | Fall Guy                                                                           | Киндзи Фукасаку                                                                | Конацу                                                                         |
| 1983                                                                           | «Театр жизни» (фильм из трёх новелл)                                           | 人生劇場                                                                       | Jinsei gekijo                                                                  | Theatre of Life                                                                    | Киндзи Фукасаку, Садао Накадзима, Дзюнья Сато                                  | Осодэ                                                                          |
| 1983                                                                           | «Странствующая карта»                                                          | 迷走地図                                                                       | Meiso chizu                                                                    | Wanderer 's Map                                                                    | Ёситаро Номура                                                                 | Рико Орибэ                                                                     |
| 1983                                                                           | «Легенда о восьми самураях» («Воины-псы клана Сатоми»)                         | 里見八犬伝                                                                     | Satomi hakken-den                                                              | Legend of Eight Samurai                                                            | Киндзи Фукасаку                                                                | принцесса Фусэ (голос)                                                         |
| 1984                                                                           | «Макияж»                                                                       | 化粧                                                                           | Kesho                                                                          | Make-up                                                                            | Кадзуо Икэхиро                                                                 | Ёрико Цутано                                                                   |
| 1984                                                                           | «Шанхайская рапсодия»                                                          | 上海バンスキング                                                               | Shanhai bansukingu                                                             | Shanghai Rhapsody                                                                  | Киндзи Фукасаку                                                                | Мадока Хатано                                                                  |
| 1984                                                                           | «Таинственная история о Нэдзуми Кодзо»                                         | ねずみ小僧怪盗伝                                                               | Nezumi Kozô kaitô den                                                          |                                                                                    | Ёситаро Номура                                                                 | Харуко Ёсано                                                                   |
| 1986                                                                           | «Дом в огне»                                                                   | 火宅の人                                                                       | Kataku no hito                                                                 | House on Fire                                                                      | Киндзи Фукасаку                                                                | Токуко Танаёси                                                                 |
| 1986                                                                           | «За сияющим морем»                                                             | 波光きらめく果て                                                               | Hakô kirameku hate                                                             | Beyond the Shining Sea                                                             | Тосия Фудзита                                                                  | Укико Кавамура                                                                 |
| 1986                                                                           | «Последний дубль»                                                              | キネマの天地                                                                   | Kinema no tenchi                                                               | Final Take: The Golden Age of Movies                                               | Ёдзи Ямада                                                                     | Сумиэ Кавасима                                                                 |
| 1987                                                                           | «Беззаботные богини»                                                           | 自由な女神たち                                                                 | Jiyu na megami tachi                                                           | Carefree Goddesses                                                                 | Тэрухико Кудзэ                                                                 | Норико Яманобэ                                                                 |
| 1987                                                                           | «Хроники тайко. История Хидэёси. Часть первая» (ТВ фильм)                      | 太閤記                                                                         | Taikoki                                                                        | Taikoki. The story of Hideyoshi. Part 1                                            | Кихати Окамото                                                                 | сестра Юмэ                                                                     |
| 1987                                                                           | «Ограбление большого универмага»                                               | 女咲かせます                                                                   | On’na sakasemasu                                                               | The Great Department Store Robbery                                                 | Адзума Морисаки                                                                | Кацуё Исикава                                                                  |
| 1988                                                                           | «Дама с камелиями»                                                             | 椿姫                                                                           | Tsubaki Hime                                                                   | Princess Tsubuki / Lady Camellia                                                   | Ёситака Асама                                                                  | Коюки                                                                          |
| 1988                                                                           | «Бунт цветов»                                                                  | 華の乱                                                                         | Hana no ran                                                                    | The Rage of Love / The Rage of Love                                                | Киндзи Фукасаку                                                                | Сумако Мацуи                                                                   |
| 1989                                                                           | «Лунная вода»                                                                  | ウォータームーン                                                               | Wōtā mūn                                                                       |                                                                                    | Эйити Кудо                                                                     | Каноко Косимидзу                                                               |
| 1990-е годы                                                                    |                                                                                |                                                                                |                                                                                |                                                                                    |                                                                                |                                                                                |
| 1990                                                                           | «Жало смерти» (в ином переводе — «Смертельное жало»)                           | 死の棘                                                                         | Shi no toge                                                                    | The Sting of Death                                                                 | Кохэй Огури                                                                    | Михо                                                                           |
| 1991                                                                           | «Прощай мама»                                                                  | グッバイ・ママ                                                                 | Gubbai Mama                                                                    | Goodbye Mama                                                                       | Ясуси Акимото                                                                  | Канако Нодзаки                                                                 |
| 1993                                                                           | «Мужчине живётся трудно. Фильм 46: Торадзиро делает предложение»               | 男はつらいよ 寅次郎の縁談                                                      | Otoko wa tsurai yo: Torajiro no endan                                          | Tora-san’s Marriage Proposal (Tora-san 46)                                         | Ёдзи Ямада                                                                     | Ёко Сакайдэ                                                                    |
| 1994                                                                           | «Зрелые женщины»                                                               | 女ざかり                                                                       | Onna-zakari                                                                    | A Mature Woman / Turning Point                                                     | Нобухико Обаяси                                                                | госпожа Тамару (камэо)                                                         |
| 1996                                                                           | «---» (ТВ фильм)                                                               | スキップ                                                                       | Skip                                                                           |                                                                                    | Ёсико Хосида                                                                   | Марико Сакураги                                                                |
| 1996                                                                           | «Вслед за призраком в таверне»                                                 | 新 居酒屋ゆうれい                                                              | Shin izakaya yurei                                                             | Followed by Ghost in а Drinking Joint II                                           | Такаёси Ватанабэ                                                               | Сидзуко / Юкиэ                                                                 |
| 1997                                                                           | «Мотонари Мори» (ТВ сериал)                                                    | 毛利元就                                                                       | Mori Motonari                                                                  |                                                                                    | Кодзи Мацуока, Кунио Ёсикава                                                   | Судзи-но-Ката, приёмная мать Мотонари                                          |
| 1997                                                                           | «Мужчина поймавший радугу 2»                                                   | 虹をつかむ男 南国奮斗篇                                                        | Niji o tsukamu otoko                                                           |                                                                                    | Ёдзи Ямада                                                                     | Мацуэ Фумото                                                                   |
| 1998                                                                           | «Жизнь как пинг-понг»                                                          | 卓球温泉                                                                       | Takkyû onsen                                                                   | Ping Pong Bath Station                                                             | Гэн Ямакава                                                                    | Соноко Фудзики                                                                 |
| 1998                                                                           | «Доктор Акаги»                                                                 | カンゾー先生                                                                   | Kanzo sensei                                                                   | Dr. Akagi                                                                          | Сёхэй Имамура                                                                  | Томико                                                                         |
| 1999                                                                           | «Злой мужчина и весёлая женщина» (ТВ фильм)                                    | 怒る男・わらう女                                                               | Okoru otoko, warau onna                                                        | An Angry Man and A Laughing Woman                                                  | Минэё Сато, Такэси Кобаяси                                                     |                                                                                |
| 2000-е годы                                                                    |                                                                                |                                                                                |                                                                                |                                                                                    |                                                                                |                                                                                |
| 2000                                                                           | «---»                                                                          |                                                                                | Pinchi rannâ                                                                   | Pinch Runner                                                                       | Хироюки Насу                                                                   | Такако                                                                         |
| 2000                                                                           | «Сакуя: Убийца демонов»                                                        | さくや妖怪伝                                                                   | Sakuya: yôkaiden                                                               | Sakuya: Slayer of Demons                                                           | Томоо Харагути                                                                 | императрица Цутигумо                                                           |
| 2000                                                                           | «Сегодня опять закрыто»                                                        | 本日またまた休診なり                                                           | Honjitsu matamata kyūshin nari                                                 |                                                                                    | Синго Ямасиро                                                                  | Сидзуэ Ямабэ                                                                   |
| 2001                                                                           | «Принц Сотоку» (ТВ фильм)                                                      | 聖徳太子                                                                       | Shotoku taishi                                                                 | Prince Shotoku                                                                     | Микио Сато                                                                     | императрица Суйко                                                              |
| 2002                                                                           | «Счастье семьи Катакури»                                                       | カタクリ家の幸福                                                               | Katakuri-ke no kôfuku                                                          | The Happiness of the Katakuris                                                     | Такаси Миикэ                                                                   | Тэруэ Катакури                                                                 |
| 2002                                                                           | «Летнее время»                                                                 | 夏の日の恋                                                                     | Natsu no hi no koi                                                             | Summer time                                                                        |                                                                                |                                                                                |
| 2002                                                                           | «Сезон солнца» (ТВ мини-сериал)                                                | 太陽の季節                                                                     | Taiyou no kisetsu                                                              | Season of the Sun                                                                  | Нобухиро Дои, Кэн Ёсида                                                        |                                                                                |
| 2002                                                                           | «Волны»                                                                        | さざなみ                                                                       | Sazanami                                                                       | The Ripples                                                                        | Наоки Нагао                                                                    | Сумиэ Нацуи                                                                    |
| 2002                                                                           | «Вечерний детектив» (ТВ фильм)                                                 | パートタイム探偵                                                               | Paato-taimu tantei                                                             | Part-time Detective                                                                | Такаси Миикэ                                                                   | Норико Ямада                                                                   |
| 2003                                                                           | «Лодка на небеса»                                                              | 精霊流し                                                                       | Shoro nagashi                                                                  | The Boat to Heaven                                                                 | Мицутоси Танака                                                                | Сэцуко Исида                                                                   |
| 2004                                                                           | «Вечерний детектив 2» (ТВ фильм)                                               | スペシャル パートタイム探偵                                                    | Paato-taimu tantei 2                                                           | Part-time Detective 2                                                              | Такаси Миикэ                                                                   | Норико Ямада                                                                   |
| 2004                                                                           | «Ranpo R» (ТВ мини-сериал)                                                     | 乱歩R                                                                          | Ranpo R                                                                        | Ranpo R                                                                            | Ёсито Фукумото, Рёити Гокита, Хироси Икэдзоэ                                   | Мидорикава (серия 4)                                                           |
| 2004                                                                           | «Испытание человека» (ТВ мини-сериал)                                          | 人間の証明                                                                     | Ningen no shômei                                                               | Proof of the Man                                                                   | Сюнсаку Кавакэ                                                                 | Кёко Коури                                                                     |
| 2004                                                                           | «Мать и любовник» (ТВ сериал)                                                  | マザー&ラヴァー                                                                | Mazā & ravā                                                                    | Mother & Lover                                                                     | Такэхико Синдзё, Рэнпэй Цукамото, Ёсисигэ Миякэ                                | Мария Окадзаки                                                                 |
| 2004                                                                           | «Гордость» (ТВ сериал)                                                         | プライド                                                                       | Puraido                                                                        | Pride                                                                              | Хидэки Хираи, Кэнсаку Савада                                                   | Тиэко                                                                          |
| 2004                                                                           | «Младший брат» (ТВ мини-сериал)                                                | 弟                                                                             | Otouto                                                                         | Younger Brother                                                                    | Сэцуро Вакамацу                                                                | Макико Исихара (жена Юдзиро)                                                   |
| 2004                                                                           | «Рунин: Изгнанник» (выпуск на экран — 2006)                                    | るにん                                                                         | Runin                                                                          | Runin: Banished                                                                    | Эйдзи Окуда                                                                    | Тоёгику                                                                        |
| 2005                                                                           | «Разноцветные бутоны» (Гонконг)                                                | 桃色 Colour Blossoms                                                           | Toh sik                                                                        | Toh sik (Colour Blossoms)                                                          | Йонфан                                                                         | госпожа Сатоко Умэки                                                           |
| 2005                                                                           | «Ёсицунэ» (ТВ сериал)                                                          | 義経                                                                           | Yoshitsune                                                                     | Yoshitsune                                                                         | Ринтаро Маюдзуми                                                               | Тайра но Токико (жена Киёмори)                                                 |
| 2005                                                                           | «Чудо за четыре дня»                                                           | 四日間の奇蹟                                                                   | Yokkakan no kiseki                                                             | Miracle in Four Days                                                               | Киёси Сасабэ                                                                   | Кадзуэ Курано                                                                  |
| 2005                                                                           | «Развод на старости лет» (ТВ мини-сериал)                                      | 熟年離婚                                                                       | Jukunen rikon                                                                  | Middle-aged Divorce                                                                | Сэцуро Вакамацу, Дзюнъити Цудзуки, Ёсинори Муратани                            | Ёко Тоёхара                                                                    |
| 2006                                                                           | «Умысел»                                                                       | 不撓不屈                                                                       | Futō fukutsu                                                                   |                                                                                    | Токихиса Морикава                                                              | Рунако Иидзука                                                                 |
| 2006                                                                           | «Мастер го»                                                                    | 呉清源 (кит.)                                                                  | Wu Qingyuan (пиньинь)                                                          | The Go Master                                                                      | Тянь Чжуанчжуан                                                                | Кита Фумико                                                                    |
| 2006                                                                           | «Убийца клана Инугами»                                                         | 犬神家の一族                                                                   | Inugami-ke no ichizoku                                                         | Murder of the Inugami Clan                                                         | Кон Итикава                                                                    | Такэко Инугами                                                                 |
| 2006                                                                           | «Войнушка»                                                                     | WARU (わる)                                                                    | Waru                                                                           | Waru                                                                               | Такаси Миикэ                                                                   | Рэйко Мисуги                                                                   |
| 2006                                                                           | «Войнушка 2» (видео)                                                           | WARU 2                                                                         | Waru: kanketsu-hen                                                             |                                                                                    | Такаси Миикэ                                                                   | Рэйко Мисуги                                                                   |
| 2007                                                                           | «Тунец» (ТВ фильм)                                                             | マグロ                                                                         | Maguro                                                                         |                                                                                    | Кан Исибаси                                                                    |                                                                                |
| 2007                                                                           | «Я замужем в аду!» (ТВ мини-сериал)                                            | エラいところに嫁いでしまった!                                                  | Erai Tokoro ni Totsuide Shimatta!                                              | I’ve Been Married To Hell!                                                         | Осаму Катаяма                                                                  | Симако Ямамото                                                                 |
| 2007                                                                           | «Банзай, режиссёр!»                                                            | 監督・ばんざい！                                                               | Kantoku · Banzai!                                                              | Glory to the Filmmaker!                                                            | Такэси Китано                                                                  |                                                                                |
| 2007                                                                           | «Знаки любви»                                                                  | 未来予想図                                                                     | Mirai yosouzu                                                                  | The Signs of Love                                                                  | Хироси Тоно                                                                    | Ёко Миямото                                                                    |
| 2008                                                                           | «Осакский Гамлет»                                                              | 大阪ハムレット                                                                 | Ôsaka Hamuretto                                                                | Osaka Hamlet                                                                       | Фудзиро Мицуиси                                                                | Фусако Кубо                                                                    |
| 2008                                                                           | «Могила светлячков»                                                            | 火垂るの墓                                                                     | Hotaru no haka                                                                 | Tombstone of the Fireflies                                                         | Таро Хюгадзи                                                                   | Вдова (родственница Сэйто) / Юкико (мать Сэйто)                                |
| 2008                                                                           | «Принцесса Ацу»                                                                | 篤姫                                                                           | Atsu-hime                                                                      | Princess Atsu                                                                      | Мотохико Сано                                                                  | Икусима                                                                        |
| 2009                                                                           | «Хонока Бой»                                                                   | ホノカアボーイ                                                                 | Honokaa bôi                                                                    | Honokaa Boy                                                                        | Ацуси Санада                                                                   | Эдели                                                                          |
| 2009                                                                           | «В поисках брака, в поисках развода» (ТВ мини-сериал)                          | コンカツ・リカツ                                                               | Konkatsu Rikatsu                                                               | Seeking Marriage, Seeking Divorce                                                  | Ясуси Окада, Кэн Мацумото                                                      | Сатико Матида                                                                  |
| 2009                                                                           | «Быстрорастворимое болото»                                                     | インスタント沼                                                                 | Insutanto numa                                                                 | Instant Swamp                                                                      | Сатоси Мики                                                                    | Мидори Дзинтогэ                                                                |
| 2009                                                                           | «Свадьба» (ТВ фильм)                                                           | 結婚                                                                           | Kekkon                                                                         | Marriage                                                                           | Токидзо Вакита                                                                 |                                                                                |
| 2009                                                                           | «---»                                                                          | 黄金花 秘すれば花、死すれば蝶                                                  | Ôgonka: Hisureba hana, shisureba chô                                           |                                                                                    | Такэо Кимура                                                                   |                                                                                |
| 2009                                                                           | «Без ума от рыбалки 20»                                                        | 釣りバカ日誌２０                                                               | Tsuribaka nisshi 20                                                            | Free and Easy 20                                                                   | Юдзо Асахара                                                                   | Ёко Савамура                                                                   |
| 2010-е годы                                                                    |                                                                                |                                                                                |                                                                                |                                                                                    |                                                                                |                                                                                |
| 2010                                                                           | «Цветение» (ТВ мини-сериал)                                                    | 咲くやこの花                                                                   | Sakuya kono hana                                                               | Flower in Bloom                                                                    | Минэё Сато, Ёсихару Сасаки                                                     | Хана                                                                           |
| 2010                                                                           | «Судьба 1969-2010» (ТВ мини-сериал)                                            | 宿命 1969—2010                                                                 | Shukumei 1969—2010                                                             | Once Upon a Time in Tokyo                                                          | Акира Утитака, Мицутака Эндо, Ёсинори Сигэяма                                  | Ицуко Сирои                                                                    |
| 2010                                                                           | «Жена Гегеге» (ТВ сериал)                                                      | ゲゲゲの女房                                                                   | Gegege no Nyobo                                                                | My Husband is a Cartoonist                                                         | Со Отиай                                                                       | Митико Танака                                                                  |
| 2010                                                                           | «Брось меня, если сможешь»                                                     | 脇役物語                                                                       | Wakiyaku monogatari                                                            | Cast Me If You Can                                                                 | Ацуси Огата                                                                    | госпожа Куроива                                                                |
| 2010                                                                           | «Любовь в радужном сиянии» (ТВ мини-сериал)                                    | 夏の恋は虹色に輝く                                                             | Natsu no koi wa nijiiro ni kagayaku                                            | Summer Romance Shines in Rainbow Color                                             | Кэнсаку Савада, Итирю Обара, Кадзунари Хосино                                  | Матико Кусуноки                                                                |
| 2010                                                                           | «Синее синее небо»                                                             | 青い青い空                                                                     | Aoi aoi sora                                                                   | Shodo Girls: Blue Blue Sky                                                         | Такафуми Ота                                                                   | Окан                                                                           |
| 2010                                                                           | «Счёты и меч»                                                                  | 武士の家計簿                                                                   | Bushi no kakeibo                                                               | Abacus and Sword                                                                   | Ёсимацу Морита                                                                 | Цунэ Инояма                                                                    |
| 2011                                                                           | «---» (ТВ мини-сериал)                                                         | 隠密八百八町                                                                   | Onmitsu happyaku yachou                                                        |                                                                                    |                                                                                |                                                                                |
| 2011                                                                           | «Мадонна Верде»                                                                | マドンナ・ヴェルデ                                                             | Madonna verude: Musume no tame ni umu koto                                     | Madonna Verde                                                                      | Кадзухиро Мотоки, Масаюки Томидзава                                            | Мидори Ямадзаки                                                                |
| 2011                                                                           | «Садись на поезд «А»»                                                          | 僕達急行 A列車で行こう                                                         | Bokukyû: A ressha de iko                                                       | Train Brain Express                                                                | Ёсимицу Морита                                                                 | Минори                                                                         |
| 2011                                                                           | «Таверна Мохэдзи» (ТВ фильм)                                                   | 居酒屋もへじ                                                                   | Izakaya moheji                                                                 |                                                                                    | Макото Киёхиро                                                                 | Ёко Саэки                                                                      |
| 2012                                                                           | «Юные сыщики Нанивы» (ТВ сериал)                                               | 浪花少年探偵団                                                                 | Naniwa shônen tanteidan                                                        |                                                                                    | Макото Киёхиро, Тацуя Икэдзава, Ёсукэ Хигасида                                 | Таэко Такэноути                                                                |
| 2012                                                                           | «Гаро и плачущий дракон»                                                       | 牙狼＜GARO＞ 蒼哭ノ魔竜                                                        | Garo: Sôkoku no maryû                                                          | Garo and the Wailing Dragon                                                        | Кэйта Амэмия                                                                   | Дзюдаму                                                                        |
| 2012                                                                           | «Перетягивание каната»                                                         | 綱引いちゃった！                                                               | Tsuna hiichatta!                                                               | Tug of War!                                                                        | Нобуо Мидзута                                                                  | Ёко Нисикава                                                                   |
| 2013                                                                           | «Архив расследований букинистического магазина "Библия"» (ТВ мини-сериал)      | ビブリア古書堂の事件手帖                                                       | Biblia Koshodô no jiken techô                                                  | Antiquarian Bookshop Biblia’s Case Files                                           | Хироаки Мацуяма, Сого Мияки                                                    | Эри Гоура                                                                      |
| 2013                                                                           | «Рапсодия Кёкухоку» («Северная рапсодия», ТВ мини-сериал)                      | 極北ラプソディ                                                                 | Kyokuhoku rapusodi                                                             | Kyokuhoku Rhapsody                                                                 | Синъити Ниситани                                                               | Марико Иманака                                                                 |
| 2013                                                                           | «Добро пожаловать в Киото» («Камо направляется в Киото», (ТВ мини-сериал))     | 鴨、京都へ行く。                                                               | Kamo, kyôto e iku — shinise ryokan no okami nikki                              |                                                                                    | Кодзо Нагаяма, Рёсукэ Канэдзаки, Митико Намики                                 | Харуко                                                                         |
| 2013                                                                           | «История Матико Хасэгавы: День, когда родился Садзаэ-сан» (ТВ фильм)           | 長谷川町子物語〜サザエさんが生まれた日〜                                       | Hasegawa Machiko monogatari: Sazae-san ga umareta hi                           | The Story of Machiko Hasegawa: The Day Sazae-san Was Born                          | Ёсито Като                                                                     | Садако                                                                         |
| 2013                                                                           | «Куриные гонки» (ТВ фильм)                                                     | チキンレース                                                                   | Chikin rêsu                                                                    | Chicken Race                                                                       | Сэцуро Вакамацу                                                                |                                                                                |
| 2014                                                                           | «Упрямый осёл» (ТВ сериал)                                                     | ぼんくら                                                                       | Bonkura                                                                        |                                                                                    | Итиги Ёсикава, Нобуюки Сакаи, Ицуки Манабэ                                     | Отоку                                                                          |
| 2014                                                                           | «Где нож?» (ТВ фильм)                                                          | ナイフの行方                                                                   | Naifu no yukue                                                                 |                                                                                    | Ёсиюки Ёсимура, Син Кондо, Киёси Умибэ, Сатоси Эндо                            |                                                                                |
| 2015                                                                           | «Цветок в огне» (ТВ сериал)                                                    | 花燃ゆ                                                                         | Hana moyu                                                                      | Flower Burns                                                                       | Ёсио Ватанабэ, Хадзимэ Суэнага                                                 |                                                                                |
| 2015                                                                           | «Унесённые ветром во Вьетнаме»                                                 | ベトナムの風に吹かれて                                                         | Betonamu no kaze ni fukarete                                                   |                                                                                    | Кадзуки Омори                                                                  | Мисао Сасё                                                                     |
| 2015                                                                           | «Упрямый осёл» (ТВ сериал, Сезон 2)                                            | ぼんくら 2                                                                     | Bonkura Season 2                                                               |                                                                                    |                                                                                |                                                                                |
| 2016                                                                           | «Сумика Сумирэ» (ТВ фильм)                                                     | スミカスミレ                                                                   | Sumika Sumire                                                                  |                                                                                    | Такаси Комацу, Кадзухиса Имаи                                                  | Суми Кисараги                                                                  |

## Комментарии
1. ↑  В советском прокате фильм демонстрировался с ноября 1983 года, р/у Госкино СССР № 1903783 — опубликовано: «Аннотированный каталог фильмов, выпущенных в 1983 году». М.: В/О «Союзинформкино» Госкино СССР, 1984. С.98.
2. ↑  Фильм демонстрировался в советском кинопрокате с февраля 1983 года, р/у Госкино СССР № 1903382 — опубликовано: «Аннотированный каталог фильмов, выпущенных в 1983 году», М.: Всесоюзное объединение «Союзинформкино» Госкино СССР — 1984, С. 74.
3. ↑  В советском прокате фильм демонстрировался с марта 1989 года, р/у Госкино СССР № 1811588 — опубликовано: "Аннотированный каталог фильмов 1 квартала 1989 года. В/О «Союзинформкино», Госкино СССР, М.-1989, стр. 30.